# Manifest (альбом Semargl)
Manifest — третій студійний альбом українського блек-метал гурту Semargl, виданий лейблом Deathgasm Records 29 серпня 2007 р.

## Історія написання
Лише за декілька місяців після релізу «Satanogenesis», котрий також випущено Deathgasm Records (США) 8 червня 2006-го, гурт вирушає до Німеччини для запису 3-го за рахунком диску. Цього разу, запис, зведення та мастеринг альбому проведено в Echolane Recording Studio у звукоінженера Кая Швердтфегера. Диск було найменовано «Manifest» — оголошення війни як радикального методу вирішення проблем людства. В музичному та ідеологічному плані альбом умовно розподілено на три логічні частини.
На тогочасному етапі «Manifest» став найвищим досягненням Semargl, демонструючи як високу майстерність учасників, так і їх здатність до втілення своєї творчості в аудіозаписі. У музичному плані альбом, на відміну від попередніх, вже значно тяжіє до дез-металу, а в тематиці, поряд з сатанізмом, з'являються нові для гурту військові мотиви. Майже через рік (29 серпня 2007 року), «Manifest» успішно видається і поширюється лейблом Deathgasm Records. Слідом за першим кліпом, гурт представляє відео на інструментальну композицію «The Manifest of War», котру задля ефекту було посилено фрагментами військових маршів «Lockmarsch» та «Marsch aus Petersburg». Також в інтернеті публікується відеоролик з гаслами і пропагандою до альбому.

## Список пісень
| #   | Назва                 | Тривалість |
| --- | --------------------- | ---------- |
| 1.  | «Disconnection»       | 7:30       |
| 2.  | «Provocateur»         | 5:47       |
| 3.  | «Holocaust 66,6%»     | 5:23       |
| 4.  | «Autokrateia»         | 6:56       |
| 5.  | «A Lesson "S"»        | 3:37       |
| 6.  | «Schema»              | 5:06       |
| 7.  | «Selection»           | 6:02       |
| 8.  | «Discipline»          | 6:17       |
| 9.  | «Decoding»            | 3:21       |
| 10. | «Triumphant»          | 6:24       |
| 11. | «Regressus»           | 2:17       |
| 12. | «Plasma»              | 7:48       |
| 13. | «The Manifest Of War» | 5:21       |

Альбом тематично поділено на три частини :
- Частина I — Радіус (англ. Radius) : Треки 1-3
- Частина II — Викорінення (англ. Eradication) : Треки 4-8
- Частина III — Вердикт (англ. Verdict) : Треки 9-13

Диск також містить бонусне відео.

## Склад гурту на момент запису
- Rutarp — вокал
- Equinox — ударні
- Shaddar — гітара
- Kirkill — бас